# Рачко Ябанджиев
Рачко Георгиев Ябанджиев (29 май 1920 – 26 март 2004) е български драматичен артист, народен артист от 1970 г.

## Биография
Роден в Стражица 29 май 1920.
Бил е на фронта във Втората световна война през 1944/1945 г.

## Кариера
Големият български актьор Рачко Ябанджиев още като ученик на Георги А. Стаматов е играл на сцената на Народния театър през 1942 година (в „Краят на Содом“), а на 18 ноември 1943 е премиерата на „Ернани“ (постановка Н. О. Масалитинов), в която младият актьор играе Дон Асторга.
Рачко Ябанджиев е от онова изключително талантливо поколение артисти, което се утвърди на сцената на първия ни театър през 40-те и 50-те, и отделни представители на което още правят по-смислени и очарователни театралните ни вечери .
От 1944 г. е в Народния театър „Иван Вазов“ в София.
Работи и в радиотеатъра на Българското радио .
Също чете различни текстове, стихотворения и приказки за реализирането на грамофонни плочи в Балкантон.
Беше единственият български актьор – кавалер на ордена „Георгий Жуков“.
Умира на 83-годишна възраст на 26 март 2004 г. в София.

## Награди и отличия
- Заслужил артист (1963)
- Народен артист (1970)
- Димитровска награда (1971)
- Носител на много български, югославски, руски ордени и медали
- Кавалер на ордена „Георгий Жуков“

## Театрални роли
- Олег Кошевой – в драматизацията на романа „Млада Гвардия“ на Александър А. Фадеев;
- Генади – в „Огненият мост“ – на Б. С. Ромашов;
- граф Моска – във „Волпоне“ на Бен Джонсън;
- Яго – „Отело“ на Шекспир и др.
- Ленин – в „Семейство“ на А. А. Попов и в „Трета патетична“ и „Кремълският часовник“ на Николай Погодин.
- „Ернани“ (1943) (Джузепе Верди) – Дон Асторга
- „Краят на Содом“ (1942)

## Телевизионен театър
- „Вечер“ (1987) (Алексей Дударев), 2 части
- „Тази малка земя“ (Георги Джагаров) (1978)
- „Човекът от Рангун“ (Ги Абекаси) (1971) – г-н Месоние

## Филмография
| Година | Филми и Сериали                                       | Серии | Копродукции                                          | Роля                                                             |
| ------ | ----------------------------------------------------- | ----- | ---------------------------------------------------- | ---------------------------------------------------------------- |
| 1982   | Спирка „Берлин“ (тв сериал)                           | 2     |                                                      | Бергман                                                          |
| 1978   | Пътят към София (Путь к Софии) (тв сериал)            | 5     | България/СССР                                        | Задгорски, бащата на Неда                                        |
| 1976   | Войници на свободата („Солдаты свободы“)              | 4     | СССР/България/Унгария/ГДР/Полша/Румъния/Чехословакия | Владо Георгиев (като Р. Ябанджиев в 1 серия: II)                 |
| 1976   | Приказка за двама войници („Повесть о двух солдатах“) |       | СССР/България                                        |                                                                  |
| 1974   | Селкор                                                |       |                                                      | Коста Деянов                                                     |
| 1974   | Синята лампа (тв сериал)                              | 10    |                                                      | (в 2 серии: IV с.: „Краят на филма“/VII с.: „Операция Теменуга“) |
| 1967   | С пагоните на дявола (тв сериал)                      | 5     |                                                      | следователят (в 3 серии: I, III, IV)                             |
| 1960   | Хитър Петър                                           |       |                                                      | Хитър Петър                                                      |
| 1952   | Под игото                                             |       |                                                      | Панайот Волов                                                    |

## Книги
- „Рачко Ябанджиев“ (1973, Наука и изкуство) (Севелина Гьорова)